# Vogelbuurt
Vogelbuurt è un quartiere nello stadsdeel di Amsterdam-Noord, nella città di Amsterdam. È spesso associato al quartiere di IJplein. Una curiosa caratteristica di questo quartiere è che le vie prendono il nome dagli uccelli.
Inizialmente il quartiere era popolato da direttori di società che in questo quartiere costruivano le loro lussuose ville, presenti ancora oggi. Durante il XX secolo, nel quartiere si costruirono nuove abitazioni per gli operai e nuove strutture moderne da architetti olandesi e non solo. Ultima opera in ordine di tempo è la moschea El Mousshine, costruita nel 2005.
Nel quartiere è inoltre presente un condotto di ventilazione dell'IJtunnel, un tunnel autostradale sottomarino.

## Galleria d'immagini

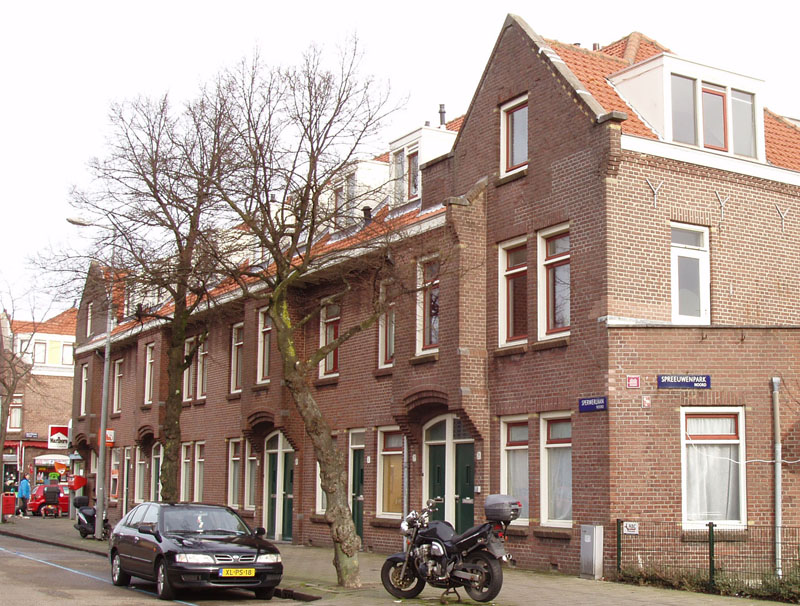
Alcune case costruite per gli operai nel quartiere.
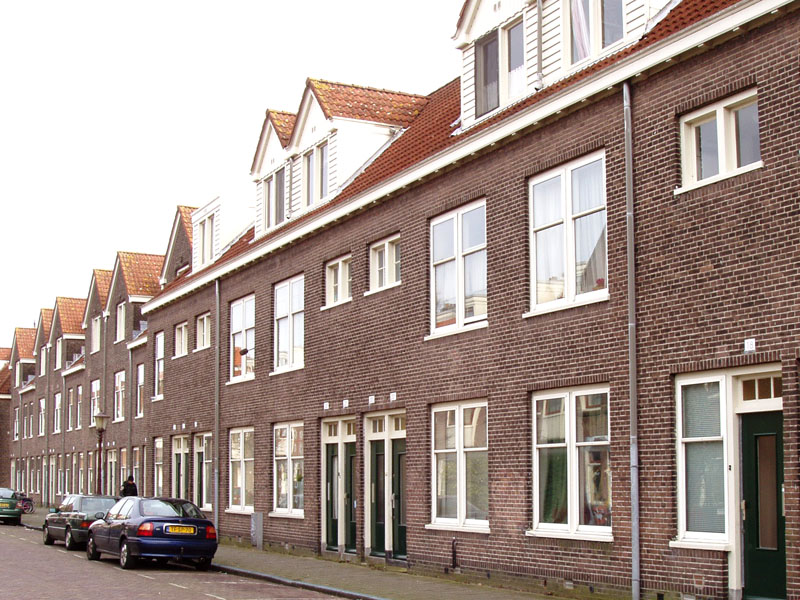
Altre case del quartiere.
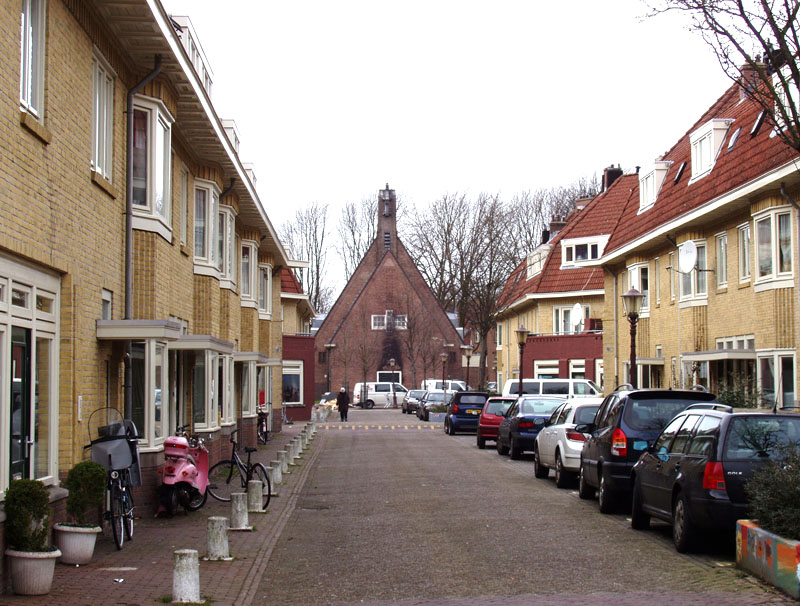
Ancora case operaie.
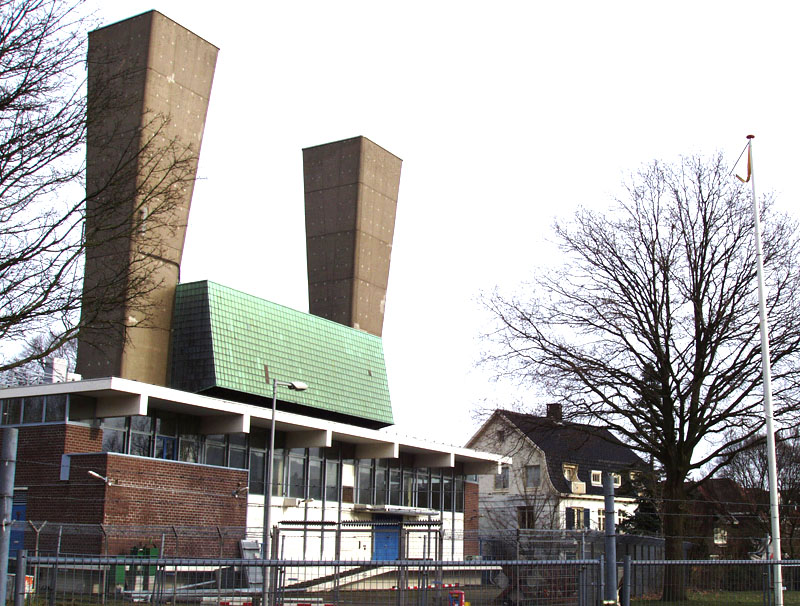
Condotto di ventilazione dell'IJtunnel.